# مجمع مالك الدينار الإسلامي
مجمع مالك الدينار الإسلامي(Malik Deenar Islamic Academy) هي كلية إسلامية تقع بمدينة كاسركود في كيرلا, الهند. تم وضع الحجر الأساسي في 25 أبريل 2000، وبدأت الكلية عملياتها في 26 حزيران 2001. و الكلية هي كلية جامعية لجامعة دار الهدى الإسلامية، 